# Prix Herbert-P.-Broida
Le prix Herbert P. Broida est un prix décerné tous les deux ans par l' American Physical Society pour des travaux exceptionnels dans les avancées expérimentales concernant la spectroscopie atomique et moléculaire ou la physico-chimie. Le prix a été créé en 1979 et porte le nom du physicien Herbert P. Broida. Le prix est doté de 5 000 $ et le lauréat est remboursé de ses frais de déplacement pour assister à la cérémonie de remise des prix.

## Lauréats[1]
- 1980: Robert W. Field (de)
- 1981: William Carl Lineberger (de)
- 1983: Theodor W. Hänsch
- 1985: Richard Bersohn
- 1987: Steven Chu
- 1989: Stephen Leone
- 1991: David E. Pritchard (de)
- 1993: Curt Wittig (de)
- 1995: Ahmed Zewail[2]
- 1997: William Happer
- 1999: Terry A. Miller
- 2001: David W. Chandler et Paul Houston
- 2003: George W. Flynn
- 2005: Hanna Reisler
- 2007: James Bergquist
- 2009: Gustav Gerber (de)
- 2011: Warren S. Warren
- 2013: Daniel M. Neumark
- 2015: Michael Ashfold
- 2017: Tilman Pfau[3]
- 2019: Marsha I. Lester
- 2021: John M. Doyle (en)
- 2023: Lai-Sheng Wang (en)[4]
- 2025: Lucio Frydman

## Voir également
- Page officielle
- Liste des prix de physique